# François Boucq
Pour les articles homonymes, voir Boucq (homonymie).
Boucq, de son vrai nom François Boucq, est un auteur de bande dessinée français né à Lille le 28 novembre 1955. Il a reçu en 1998 le grand prix de la ville d'Angoulême, qui récompense l'ensemble de sa carrière.

## Biographie

### Jeunesse
Né à Lille (où il habite toujours en décembre 2022), il grandit auprès d'une mère antiquaire et d'un père plombier. Il interrompt ses études en terminale mais il apprend à pratiquer le dessin, la sculpture et les arts martiaux.  Il se rend à Paris montrer ses dessins humoristiques et il est embauché par Le Point (de 1974 à 1975) puis L'Expansion, Privé, Le Matin de Paris et Playboy. Peu inspiré par l'atmosphère parisienne, il rentre dans sa ville natale, où il réalise des sculptures pour le carnaval.

### Début en bande dessinée
En 1975, il entre dans le monde de la bande dessinée grâce à la revue Mormoil avant de travailler en 1978 à Pilote (où il lance Cornets d'humour, sa première bande dessinée, une suite d'histoires courtes scénarisées par Delan) et Fluide glacial (où il crée Rock Mastard et, avec Christin, Les Leçons du Professeur Bourremou) de 1977 à 1982 (il y dessine encore ponctuellement depuis). Il signe son premier album en 1981.

### Les années(À suivre)
Boucq connaît ses premiers succès avec ses histoires courtes publiées dans (À suivre) et rassemblées par la suite en albums : Les Pionniers de l'aventure humaine, Point de fuite pour les braves, La Pédagogie du trottoir et La Dérisoire Effervescence des comprimés. En 1984 commencent dans les pages d'(À suivre) les aventures de Jérôme Moucherot, « assureur-explorateur en costume léopard » qui « part en quête de lui-même dans la jungle de l’existence », série ensuite collectée en albums.
En parallèle, il entame sa collaboration avec le romancier Jerome Charyn en dessinant La Femme du magicien, (meilleur album à Angoulême en 1986) en 1986, et Bouche du diable en 1989. Au début des années 1990, Boucq commence à élargir le champ de ses activités. Il réalise des dessins pour l'émission d'Antenne 2 Si Ça Vous Change, des dessins croqués sur le vif au festival de Cannes, des illustrations pour les magazines Corto, Science et Vie Junior. Il adapte également une de ses nouvelles en film, Mea Culpa qui est présenté au festival d'Angoulême en 1998. Il continue à pratiquer les arts martiaux et est ceinture noire 5e dan de kendo. Il dessine également les couvertures de nombreux San-Antonio, illustrant les personnages créés par Frédéric Dard, un recueil de ses couvertures est publié en avril 2009.
En 1991, il travaille pour la première fois avec Alejandro Jodorowsky (Face de Lune). Les deux hommes se retrouvent en 1999 pour Le Trésor de l'ombre dont il illustre les fables et en 2001 pour la série Bouncer. Entretemps, à partir de 1995, pour (À suivre), il s'amuse avec la mort dans de courts récits compilés en album chez Casterman, la série Les Aventures de la mort et de Lao-Tseu se poursuit dans Fluide glacial en 1998 et publiée en album par Audie (2 albums 2006-2009).

### Consécration
En 1998, il reçoit le grand prix de la ville d'Angoulême pour l'ensemble de son œuvre. En 2000, il participe, aux côtés de Dany, de Coyote et de Ptiluc, au collectif Moto Neige - Pas d'bon sens, publié chez Glénat. En 2003, il signe la pochette de l'album Un pour tous… chacun ma gueule du groupe Marcel et son orchestre, cinq ans après celle de Crâne pas, t'es chauve. Il change d'éditeur pour Rock Mastard et arrive au Lombard pour lequel, il crée des dossiers de presse de la collection « Troisième degré » et voit la réédition de Cocktail transgénique en 2003. Boucq entame une collaboration avec Yves Sente et créent la série Le Janitor (5 albums, Dargaud, 2007-2017) puis une autre avec Alcante, avec lequel il signe Colonel Amos dans la série XIII Mystery, un récit qui va connaître une prépublication dans le journal financier Les Échos et une prépublication en couleurs dans Casemate, l'album est publié chez Dargaud en 2011. Il reprend le personnage de Jérôme Moucherot dans Le Manifeste du mâle dominant chez Le Lombard en 2012. En 2014, paraît Little Tulip, la troisième collaboration avec Jerome Charyn.
À la suite de l'attentat contre Charlie Hebdo du 7 janvier 2015, il prend la chronique écologie de ce journal qu’il signe sous le pseudonyme de Zorro. En février 2015, il rend compte du procès de l'Affaire du Carlton de Lille en réalisant des croquis d’audience pendant toute la durée de ce procès,. À ce moment, il est l'auteur d'une cinquantaine d'albums. Puis vient, Superdupont, célèbre héros en charentaise et caleçon long que lui a confié Marcel Gotliben compagnie de Karim Belkrouf au scénario et à qui, ils donnent naissance à un fils dans Renaissance, (Dargaud, 2015).
En 2017, il écrit et illustre l'album Portrait de la France, qui s'inspire de l'élection présidentielle française de 2017 : « La campagne électorale a été folle : des gens qui n'arrêtent pas de s'invectiver, des affaires, des stratégies et des attaques sur les réseaux sociaux utilisées comme un outil de déstabilisation, cela n'arrêtait pas de rebondir ! ». Selon lui, l'ouvrage est une « grande leçon de bistrosophie », où il évoque, entre autres, la « lepénite aiguë », selon ses termes.
En mars 2018, la galerie Huberty Breyne, à Paris, propose une rétrospective des œuvres du dessinateur. La même année, l'artiste propose, avec Vanessa Duhamel, Trump en 100 tweets, un recueil de caricatures à partir de messages émis par Donald Trump sur le réseau social Twitter,. Il signe toujours la même année la pochette d'un CD dans lequel des personnalités nordistes reprennent les tubes du Nord. En 2019, il s'intéresse au génie de Léonard de Vinci et il le décode dans un album qui paraît aux éditions I ainsi qu'il publie le sixième volume de Jérôme Moucherot.
À l'automne 2020 paraît le fruit d'une nouvelle collaboration avec Jerome Charyn : New York Cannibals, un thriller qui s'appuie sur Little Tulip mais peut se lire indépendamment. L'ouvrage fait partie de la sélection pour le grand prix de la critique 2021. En parallèle, Boucq assiste au procès des attentats de janvier 2015 en France, qui se déroule à Paris entre septembre et décembre 2020 : l'artiste croque sur le vif les parties prenantes pour illustrer le compte-rendu quotidien de Yannick Haenel que l'on retrouve chaque jour sur le site de Charlie Hebdo. C'est avec une nouvelle parodie intitulée Le Petit Pape Pie 3,14 qu'il revient dans les pages de Fluide glacial en 2021. En juillet de la même année, il rend hommage à Albert Uderzo avec le 29e mur peint Uderzo dans son Cosmos à Angoulême.
En février 2022, l'album Un général, des généraux scénarisé par Nicolas Juncker et dessiné par François Boucq, paraît aux éditions du Lombard. Il relate avec de nombreux détails le coup d'État du 13 mai 1958 (également dénommé le « putsch d'Alger »), survenu à Alger (Algérie alors française), dans le contexte de la guerre d'Algérie,.
L'œuvre de Boucq est parsemée de participations à de très nombreux albums collectifs de bande dessinée, dont La Bande à Renaud, Les Pires Noëls, Le Violon et l'Archer, La Bibliothèque fantastique, Sales petits Contes et Paroles de Verdun, ainsi qu'une série de livres de réflexion sur la bande dessinée pour les Éditions On a marché sur la bulle en 2006. En février 2009, il participe à La Galerie des illustres à l'occasion des 75 ans de Spirou.
On retrouve également la signature de François Boucq dans différents journaux et revues de bande dessinée de manière épisodique tels Spirou, Métal hurlant, BoDoï, Casemate, L'Immanquable.
Selon Patrick Gaumer « [...] François Boucq se détache rapidement de toute influence et acquiert au fil des années un graphisme vigoureux très personnel, alternant, selon son bon plaisir, les histoires ambitieuses et la fantaisie la plus debridée. »

## Influences
Inspiré tout un temps par Ronald Searle et Sempé, il se tourne ensuite vers Franquin, Giger, Mézières et Jijé puis, à son entrée à Mormoil, il découvre Alexis,. Il s'oriente alors vers un dessin réaliste jouant sur le décalage avec un humour de non-sens. À Fluide Glacial, il trouve sa seconde grande influence en Goossens. Il admire également Alberto Breccia, Ralph Steadman, Rembrandt, Léonard de Vinci et Raphaël.
En matière de références cinématographiques, il déclare admirer Federico Fellini, Martin Scorsese, Stanley Kubrick, Andreï Tarkovski, Orson Welles, Sergueï Eisenstein.

## Point de vue sur la réalité
Lors d'une interview donnée au journal Le Temps le 10 juin 2018, François Boucq explique sa vision de la réalité : « La perspective est une règle de la représentation visuelle extrêmement intéressante. Parce que le point de fuite, c’est la projection de l’œil de celui qui regarde l’horizon – ou dans le cosmos s’il ne regarde pas l’horizon. Poser un point de fuite dans une image, c’est poser l’œil du lecteur. Le monde se déploie entre ces deux points. La perspective implique des aspects philosophiques, voire métaphysiques. Se projeter à l’infini grâce au regard relève de l’ordre métaphysique. La description du monde qui s’opère entre les deux est philosophique: voilà comment je vois la réalité aujourd’hui [...]. ».

## Œuvres en bande dessinée

### One shots
- Cornet d'humour, Dargaud, Paris, 1980
Scénario : Philippe Delan - Dessin : François Boucq -  (ISBN 2-205-01778-0)
- Les Pionniers de l'aventure humaine, Casterman coll. « Studio (À suivre) », 1984
Scénario et dessin : François Boucq -  (ISBN 2-203-33802-4)
- La Vie, la mort et tout le bazar[67], Dargaud, 1986
Scénario : Philippe Delan - Dessin : François Boucq
- Point de fuite pour les braves, Casterman coll. « Studio (À suivre) », 1986
Scénario : François Boucq - Gotlib - Pierre Christin - Tronchet - Philippe Delan - Dessin et couleurs : François Boucq -  (ISBN 2-203-33812-1)
- La Femme du magicien[10], Casterman coll. « Studio (À suivre) », 1986
Scénario : Jerome Charyn - Dessin et couleurs : François Boucq -  (ISBN 2-203-33806-7)
- La Pédagogie du trottoir, Casterman coll. « Studio (À suivre) », 1987
Scénario, dessin et couleurs : François Boucq -  (ISBN 2-203-33815-6)
- Bouche du diable, Casterman coll. « Studio (À suivre) », 1990
Scénario : Jerome Charyn - Dessin et couleurs : François Boucq -  (ISBN 2-203-33832-6)
- La Dérisoire Effervescence des comprimés, Casterman coll. « Studio (À suivre) », 1991
Scénario, dessin et couleurs : François Boucq -  (ISBN 2-203-33843-1)
- Cocktail transgénique, Casterman, 1999
Scénario : Rimka (Karim Bensemmane) - Dessin : François Boucq -  (ISBN 2-203-38032-2)
- Le Trésor de l'ombre, Les Humanoïdes Associés, 1999
Scénario : Alejandro Jodorowsky - Dessin : François Boucq -  (ISBN 2-7316-1232-0)
- Little Tulip[68], Le Lombard coll. « Signé », Bruxelles, 2014
Scénario : Jerome Charyn - Dessin : François Boucq - Couleurs : Alexandre Boucq -  (ISBN 978-2-8036-3417-0)
- Portrait de la France[24],[25], i éditions !, 8 mars 2017
Scénario, dessin et couleurs : François Boucq -  (ISBN 978-2-376-50000-1)
- New York Cannibals, Le Lombard coll. « Signé », Bruxelles, 2020
Scénario : Jerome Charyn - Dessin : François Boucq -  (ISBN 978-2-8036-7253-0)[69]
- Le Petit Pape Pie 3.14[70], Audie coll. « Fluide Glacial », Paris, 9 février 2022
Scénario et dessin : François Boucq - Couleurs : François Boucq et Hélia -  (ISBN 979-10-38203-58-7)
- Un général, des généraux[38],[39], Le Lombard, Bruxelles, 4 février 2022
Scénario : Nicolas Juncker - Dessin : François Boucq - Couleurs : François et Alexandre Boucq -  (ISBN 978-2-8082-0122-3)

### Illustrations
- Patrick Dupont, Aujourd'hui, j'arrête ! carnet de bord, illustrations François Boucq, Corporate Fiction, 2002.
- François Morel, Je n'ai encore rien dit - Chroniques 2017-2019, illustrations François Boucq, Denoël, 2019,  (ISBN 978-2-207-15880-7).
- Yannick Haenel, Janvier 2015 - Le procès, illustrations François Boucq, Les Échappés coll. « Actualités », 216 p., 2021,  (ISBN 2357661771).
- Yannick Hornez, 365 recettes pour se régaler toute l'année, illustrations François Boucq, Blurb, 13 mai 2021,  (ISBN 978-1034171423)
- Rudyard Kipling, Le Livre de la jungle, illustrations François Boucq, A.LI.EN, juillet 2021,  (ISBN 978-2-9540099-7-1)
- Gaëlle Perret, Petite Mère Vaska et les Oeufs de Pinguouin, illustrations François Boucq, Poids Plume Editions, décembre 2023,  (ISBN 978-2-492439-02-5)

### Para BD
À l'occasion, François Boucq réalise nombre d'ex-libris, marque-pages, cartes et cartons, portfolios, dossiers de presse, des dépliants, des timbres, des coffrets ainsi que des affiches pour des festivals, ou expositions.
- Sérigraphie Bouncer : tirée à 100 exemplaires signés, par l'atelier Alain Buyse en 2001.

## Expositions
En 2018, deux galeries parisiennes exposent des œuvres de François Boucq : la Huberty Breyne Gallery présente La plume et le pinceau et la galerie Glénat se concentre sur la série Bouncer tandis que le festival Delémont'BD consacre quant à lui, Petits et grands dessins de son invité d'honneur,.
- Ben / Boucq - Regards croisés, Galerie Huberty et Breyne, Bruxelles du 29 mars au 27 avril 2019[89].
- Des Cases à la toile, musée de l’Hôtel-Dieu de Mantes-la-Jolie du 20 septembre au 30 décembre 2019[90].
- François Boucq & Zorro, La Sécu, Lille du 8 février au 18 juillet 2020[91]
- Liberté dessinée, Maison Folie hospice d’Havré à Tourcoing du 22 mai au 30 septembre 2021[92].
- François Boucq trompe l'œil au Palais des Beaux-Arts de Lille du 16 juin au 8 novembre 2021[93]. À cette occasion, il fait une donation de 350 dessins (Planches, illustration, croquis préparatoires) au Palais des Beaux-Arts de Lille[94].
- Un Général, des généraux, Les Arts dessinés - Espace rencontres, Paris du 9 février au 5 mars 2022[95].
- Un Général, des généraux, CCI Charente, Angoulême du 16 au 20 mars 2022[96].
- Un Général, des généraux, Maison natale Charles de Gaulle, Lille du 18 mai au 6 juin 2022[97].

## Autres œuvres
- La Légende de Lydéric et Phinaert : dessin animé de 20 minutes sorti en VHS en 2003, d'après des dessins de François Boucq racontant la légende de Lydéric et Phinaert[98].
- Source d'abondance de François Boucq : fontaine en résine haute de 6,5 mètres d'inspiration surréaliste créée à l'occasion de Lille 2004.

### Filmographie
- Le Repos du guerrier Réalisation : Jean-Marc Descamps - Scénario : François Boucq (1994, 15 min)[99]
- Il était une fois…, adaptation de Tom Pouce (1995, 5 min)
- Mea culpa, de François Boucq (Le Cercle Bleu, 1997, 10 min)[99]
- La Journée, de Avril Tembouret (Kanari Films, 2017, 35 min)[100],[99].

### Discographie
La discographie détaillée de François Boucq est consultable sur Discogs.